# Trifosfat de citidina
Trifosfat de citidina, amb fórmula C9H16N₃O14P₃
(en anglès: Cytidine triphosphate, abreujat CTP) és un nucleòtid de pirimidina.
El CTP és un substrat químic en la síntesi d'ARN. El CTP és una molècula d'alta energia igual a la de l'ATP, però el seu paper en l'organisme és més específic que el de l'ATP. El CTP es fa servir com a font d'energia i com coenzim en reaccions metabòliques com la síntesi de glicerofosfolípids i glucosilació de proteïnes.